# 김명수 (군인)
김명수(金明秀, 1967년 3월 8일~)은 대한민국의 군인이며, 제44대 합동참모의장이다.

## 학력
- 1985년: 김천고등학교 졸업
- 1989년: 해군사관학교 43기 수석졸업
- 1992년: 국방대학교 국방과학 석사
- 2014년: 국민대학교 정치학 박사

## 경력
- 1989.09.~1990.06: 1함대 제11전투전대 경북함 통신관
- 1990.06.~1992.12: 1함대 108전대 합동작전지휘소 당직사관
- 1992.12.~1993.12: 2함대 순천함 작전관
- 1993.12.~1994.12: 2함대 201전대 기러기337정장
- 1994.12.~1996.09: 해군작전사령부 작전참모처 연합훈련담당
- 1996.09.~1998.02: 1함대 제11전투전대 부산함 작전관
- 1998.02.~1999.04: 해군작전사령부 제1함대사령부 사령관실 보좌관
- 1999.04.~2000.11: 해군전투발전단 무기체계처 해상함담당
- 2000.11.~2001.01: 해군전투발전단 전력발전처 수상함무기체계담당
- 2001.01.~2002.01: 제5성분전단 제52기뢰전대 양양함장
- 2002.01.~2003.12: 해군사관학교 생도대 2대대 8중대 훈육관
- 2003.12.~2004.09: 해군교육사령부 전투병과학교 KDX무기체계교관
- 2004.09.~2006.01: 제5성분전단 제51대잠전대 전대본부 선임참모
- 2006.01.~2007.07: 제5성분전단 제51기동전대 문무대왕함 부장
- 2006.12.~2007.07: 해군작전사령부 비서실장
- 2007.07.~2009.12: 제5성분전단 제51기동전대 세종대왕함 작전관
- 2010.01.~2010.06: 해군작전사령부 작전참모처 해상작전과장
- 2010.06.~2011.01: 대통령실 국가위기관리실 위기상황반장
- 2011.01.~2012.01: 대통령실 국가위기관리실 위기관리기획담당
- 2012.01.~2013.12: 제3대 제7기동전단 제71기동전대 세종대왕함장
- 2013.12.~2015.11: 합동참모본부 작전2처 해상작전과장
- 2015.11.~2016.10: 합동참모본부 작전2처장
- 2016.10.~2018.01: 2함대 제2해상전투단장
- 2018.01.~2018.12: 해군작전사령부 해양작전본부장
- 2018.12.~2019.11: 제26대 제1함대사령관
- 2019.11.~2020.05: 해군본부 정보작전참모부장
- 2020.05.~2020.12: 제55대 해군사관학교장
- 2020.12.~2021.12: 국방정보본부 해외정보부장
- 2021.12.~2022.06: 국방부 국방개혁실 국방운영개혁추진관
- 2022.06.~2022.12: 해군참모차장
- 2022.12.~2023.10: 제31대 해군작전사령관
- 2023.11.~: 제44대 합동참모의장

## 진급
- 1989년: 해군소위 임관
- 1990년: 해군중위 진급
- 1993년: 해군대위 진급
- 1999년: 해군소령 진급
- 2006년: 해군중령 진급
- 2012년: 해군대령 진급
- 2015년: 해군준장 진급
- 2018년: 해군소장 진급
- 2022년: 해군중장 진급
- 2023년: 해군대장 진급

## 수상
- 1989년 : 대통령상 수상(해군사관학교 수석졸업)
- 2012년 : 대통령 표창